# العلاقات الإثيوبية البولندية
العلاقات الإثيوبية البولندية هي العلاقات الثنائية التي تجمع بين إثيوبيا وبولندا.

## مقارنة بين البلدين
هذه مقارنة عامة ومرجعية للدولتين:
| وجه المقارنة                                              | إثيوبيا                        | بولندا                                                                             |
| --------------------------------------------------------- | ------------------------------ | ---------------------------------------------------------------------------------- |
| المساحة (كم2)                                             | 1.10 مليون                     | 312.68 ألف                                                                         |
| عدد السكان (نسمة)                                         | 104.96 مليون                   | 38.43 مليون                                                                        |
| الكثافة السكانية (ن./كم²)                                 | 95.42                          | 122.91                                                                             |
| العاصمة                                                   | أديس أبابا                     | وارسو                                                                              |
| اللغة الرسمية                                             | اللغة الأمهرية                 | اللغة البولندية                                                                    |
| العملة                                                    | بير إثيوبي                     | زلوتي بولندي                                                                       |
| الناتج المحلي الإجمالي (بليون دولار)                      | 80.56 مليار                    | 524.51 مليار                                                                       |
| الناتج المحلي الإجمالي (تعادل القوة الشرائية) بليون دولار | 161.90 مليار                   | 1.02 تريليون                                                                       |
| الناتج المحلي الإجمالي الاسمي للفرد دولار أمريكي          | 619                            | 12.55 ألف                                                                          |
| الناتج المحلي الإجمالي للفرد دولار أمريكي                 | 1.50 ألف                       | 26.14 ألف                                                                          |
| مؤشر التنمية البشرية                                      | 0.442                          | 0.843                                                                              |
| رمز المكالمات الدولي                                      | +251                           | +48                                                                                |
| رمز الإنترنت                                              | .et                            | .pl                                                                                |
| المنطقة الزمنية                                           | ت ع م+03:00، توقيت شرق أفريقيا | توقيت وسط أوروبا، ت ع م+01:00، ت ع م+02:00، أوروبا/وارسو ‏، توقيت وسط أوروبا الصيفي |

## منظمات دولية مشتركة
يشترك البلدان في عضوية مجموعة من المنظمات الدولية، منها:
| علم المنظمة | اسم المنظمة                        | تاريخ انضمام إثيوبيا | تاريخ انضمام بولندا |
| ----------- | ---------------------------------- | -------------------- | ------------------- |
|             | الاتحاد البريدي العالمي            | ?                    | 1 مايو 1919         |
|             | مؤسسة التنمية الدولية              | 11 أبريل 1961        | 28 أكتوبر 1960      |
|             | منظمة حظر الأسلحة الكيميائية       | ?                    | ?                   |
|             | الأمم المتحدة                      | 13 نوفمبر 1945       | 24 أكتوبر 1945      |
|             | وكالة ضمان الاستثمار متعدد الأطراف | 13 أغسطس 1991        | 29 يونيو 1990       |
|             | منظمة الشرطة الجنائية الدولية      | ?                    | ?                   |
|             | مؤسسة التمويل الدولية              | 20 يوليو 1956        | 29 ديسمبر 1987      |
|             | البنك الدولي للإنشاء والتعمير      | 27 ديسمبر 1945       | 27 يونيو 1986       |
|             | الاتحاد الدولي للاتصالات           | 20 فبراير 1932       | 1921                |
|             | الفريق المعني برصد الأرض           | ?                    | ?                   |
|             | يونسكو                             | 1 يوليو 1955         | 6 نوفمبر 1946       |

## وصلات خارجية
- موقع وزارة الخارجية الإثيوبية
- موقع وزارة الخارجية البولندية